# Кодро
Кодро (грч.: Κόδρος, Kódros) је, према грчкој легенди, посљедњи атински краљ.

## Биографија
Кодро је владао Атином у XI вијеку п. н. е. Он је, према легенди, потомак Ерехтеја, и син Меланта (краља Пила). По једној верзији легенде он је под притиском Дораца дошао у Атину и спасио ју од Беоћана.
Атином су у најстарије доба владали краљеви. Њихову власт су најпре ограничили, а затим и укинули еупатриди. Да би се оправдало, укидање краљевске власти заогрнуто је велом легенде. Према њој, посљедњи атински краљ Кодро је ратујући против Дораца жртвовао свој живот за спас Атине, јер је чуо пророчанство по коме ће побиједити она страна која изгуби краља. Он се преобукао у дрвосјечу и отишао у дорски логор, гдје је погинуо у јуначкој борби против непријатеља. Атињани су након тога укинули краљевско достојанство, сматрајући да нико није достојан да након њега буде краљ.
За првог атинског архонта је наводно изабран његов син Медонт, по коме је прозван угледни род Медонтида (њему су припадали Солон, Пизистрат и Платон). Други његови синови се спомињу као утемељивачи градова (Андрокло Ефеса, а Нелеј Милета).